# Tsugiharu Ogiwara
Tsugiharu Ogiwara (jap. 荻原次晴 Ogiwara Tsugiharu; ur. 20 grudnia 1969 r. w Kusatsu) - japoński kombinator norweski, złoty medalista mistrzostw świata.

## Kariera
W Pucharze Świata Tsugiharu Ogiwara zadebiutował 11 marca 1989 roku w Falun, gdzie zajął 28. miejsce w zawodach metodą Gundersena. Był to jego jedyny start w sezonie 1988/1989 i wobec braku zdobytych punktów (do sezonu 1992/1993 obowiązywała inna punktacja Pucharu Świata) nie został uwzględniony w klasyfikacji generalnej. Przez kilka kolejnych sezonów nie startował w PŚ. Startował wtedy w zawodach Pucharu Świata B (obecnie Puchar Kontynentalny), zajmując drugie miejsce w klasyfikacji generalnej sezonu 1993/1994. Czterokrotnie stawał wtedy na podium, w tym 12 grudnia 1993 roku w Kuopio zwyciężył. Do rywalizacji w Pucharze Świata powrócił w sezonie 1993/1994. Wystąpił w trzech konkursach i już w pierwszym starcie, 4 marca 1994 roku w Vuokatti zdobył pierwsze punkty, zajmując 17. miejsce. Najlepszy wynik osiągnął 19 marca 1994 roku w Thunder Bay, gdzie był dwunasty. W klasyfikacji generalnej zajął 45. miejsce.
Przełom w karierze Japończyka nastąpił w sezonie 1994/1995. We wszystkich swoich startach plasował się w czołowej dziesiątce, przy czym dwukrotnie stawał na podium: 14 stycznia 1995 roku w Libercu i 9 lutego 1995 roku w Oslo zajmował drugie miejsce, w obu przypadkach przegrywając tylko ze swoim bratem Kenjim. W sezonie tym Kenji zdobył Kryształową Kulę, a Tsugiharu zajął czwarte miejsce w klasyfikacji generalnej, tracąc do trzeciego zawodnika, Norwega Knuta Tore Apelanda 73 punkty. Na przełomie lutego i marca 1995 roku brał udział w Mistrzostwach Świata w Thunder Bay. W konkursie indywidualnym zajmował po skokach czwarte miejsce, jednak nie utrzymał tej pozycji na trasie biegu i zawody zakończył na dziesiątej pozycji. W konkursie drużynowym wspólnie ze swoim bratem, a także Masashim Abe i Takanorim Kōno zdobył złoty medal. Japończycy byli najlepsi w skokach, co dało im dużą przewagę przed biegiem. Na mecie wyprzedzili Norwegów o blisko dwie minuty, a trzecich Szwajcarów o ponad pięć.
Dobrą formę prezentował także w sezonie 1995/1996, w którym zajął trzynaste miejsce w klasyfikacji generalnej. Trzykrotnie meldował się w czołowej dziesiątce, najlepszy wynik osiągając 28 lutego 1996 roku w Sapporo, gdzie był czwarty. W kolejnym sezonie spisał się nieco słabiej, ani razu nie mieszcząc się w pierwszej dziesiątce, a w klasyfikacji generalnej zajął 25. miejsce. W lutym 1997 roku wystartował na Mistrzostwach Świata w Trondheim, gdzie wraz z kolegami był dziewiąty w sztafecie, a konkurs indywidualny ukończył dopiero na 34. miejscu.
Najważniejszym punktem sezonu 1997/1998 były Igrzyska Olimpijskie w Nagano. W konkursie indywidualnym Tsugiharu uzyskał trzeci wynik na skoczni i do biegu przystąpił ze stratą 51 sekund do prowadzącego Bjarte Engena Vika z Norwegii. Na trasie biegu został jednak minięty przez trzech rywali, w tym swojego brata, i do mety przybiegł na szóstym miejscu. W zawodach drużynowych Japończycy zajmowali po skokach piąte miejsce i do biegu przystąpili ze stratą 21 sekund. Na trasie biegu nie zdołali awansować, kończąc bieg na piątej pozycji ze stratą ponad dwóch minut. W zawodach pucharowych trzykrotnie plasował się w czołowej dziesiątce, najbliżej podium będąc 28 lutego 1998 roku w Sapporo, gdzie ponownie był czwarty. W klasyfikacji generalnej zajął 25. miejsce. W styczniu 1998 roku wygrał zawody Pucharu Świata B w Reit im Winkl. W 1998 roku zakończył karierę.

## Osiągnięcia

### Igrzyska Olimpijskie
| Miejsce | Dzień     | Rok  | Miejscowość | Konkurencja            | Wynik zwycięzcy | Strata      | Zwycięzca        |
| ------- | --------- | ---- | ----------- | ---------------------- | --------------- | ----------- | ---------------- |
| 6.      | 14 lutego | 1998 | Nagano      | Gundersen K-90/15 km   | 41:21.1 min     | +1:25.3 min | Bjarte Engen Vik |
| 5.      | 20 lutego | 1998 | Nagano      | Sztafeta K-90/4 × 5 km | 54:11.5 min     | +2:07.3 min | Norwegia         |

### Mistrzostwa świata
| Miejsce | Dzień     | Rok  | Miejscowość | Konkurencja            | Wynik zwycięzcy | Strata      | Zwycięzca           |
| ------- | --------- | ---- | ----------- | ---------------------- | --------------- | ----------- | ------------------- |
| 10.     | 22 lutego | 1995 | Thunder Bay | Gundersen K-90/15 km   | 41:16.9 min     | +2:10.2 min | Fred Børre Lundberg |
| 1.      | 10 marca  | 1995 | Thunder Bay | Sztafeta K-90/4 × 5 km | 56:20.2 min     | -           | -                   |
| 34.     | 22 lutego | 1997 | Trondheim   | Gundersen K-90/15 km   | 43:43.1 min     | +6:12.7 min | Kenji Ogiwara       |
| 9.      | 23 lutego | 1997 | Trondheim   | Sztafeta K-90/4 × 5 km | 52:18.0 min     | +4:41.3 min | Norwegia            |

### Puchar Świata

#### Miejsca w klasyfikacji generalnej
- sezon 1993/1994: 45.
- sezon 1994/1995: 4.
- sezon 1995/1996: 13.
- sezon 1996/1997: 25.
- sezon 1997/1998: 25.

#### Miejsca na podium chronologicznie
| Nr | Data             | Miejscowość | Konkurencja          | Wynik zwycięzcy | Pozycja | Strata      | Zwycięzca     |
| -- | ---------------- | ----------- | -------------------- | --------------- | ------- | ----------- | ------------- |
| 1. | 14 stycznia 1995 | Liberec     | Gundersen K90/15 km  | ?               | 2.      | +11.1 s     | Kenji Ogiwara |
| 2. | 9 lutego 1995    | Oslo        | Gundersen K115/15 km | 39:42.2 min     | 2.      | +1:24.8 min | Kenji Ogiwara |

### Puchar Kontynentalny

#### Miejsca w klasyfikacji generalnej
- sezon 1993/1994: 2.
- sezon 1997/1998: ?

#### Miejsca na podium chronologicznie
| Nr | Data             | Miejscowość   | Konkurencja         | Wynik zwycięzcy | Pozycja | Strata | Zwycięzca       |
| -- | ---------------- | ------------- | ------------------- | --------------- | ------- | ------ | --------------- |
| 1. | 5 grudnia 1993   | Lillehammer   | Gundersen K90/15 km | ?               | 3.      | ?      | Todd Lodwick    |
| 2. | 12 grudnia 1993  | Kuopio        | Gundersen K90/15 km | ?               | 1.      | -      | -               |
| 3. | 13 lutego 1994   | Klingenthal   | Gundersen K90/15 km | ?               | 3.      | ?      | Glenn Skram     |
| 4. | 20 lutego 1994   | Štrbské Pleso | Gundersen K90/15 km | ?               | 2.      | ?      | Christoph Braun |
| 5. | 11 stycznia 1998 | Reit im Winkl | Sprint K90/7.5 km   | ?               | 1.      | -      | -               |